# Montebrasite
La montebrasite è un minerale scoperto nel 1871 appartenente al gruppo dell'ambligonite. Il nome fu attribuito da Alfred Des Cloizeaux in base al luogo di ritrovamento, la miniera di Montebras presso Boussac in Francia. L'attribuzione del nome in un primo tempo venne rigettata perché il campione apparteneva alla porzione della serie dell'ambligonite.

## Origine e giacitura
La montebrasite si trova in cristalli di grandi dimensioni nelle pegmatiti ricche di litio.

## Forma in cui si presenta in natura
La montebrasite si presenta in masse separabili per sfaldatura, granuli o in forma prismatica.